# Perwomaiskoje (Nurmanbet)
Perwomaiskoje (russisch Первомайское, benannt nach dem 1. Mai; auch kirgisisch Биринчи-Май Birintschi-Mai) ist ein Dorf im Rajon Yssyk-Ata im Oblus Tschüi in Kirgisistan. Frühere Ortsnamen waren Ebenfel’d bzw. Ebenfeld und später Биринчи Май (Birintschi Mai).
Das kleine Dorf hat 1371 Einwohner (2009) und liegt, umgeben von bewässerten Feldern, im Tschüital, etwa 20 km südöstlich der Stadt Kant, dem Verwaltungssitz des Rajons. Es bildet mit den unmittelbar benachbarten Dörfern Nurmanbet (früher russisch Красный Восток (Krasny Wostok)) und Imeni Aliaskara Toktonalijewa die Gemeinde (Ajyl Okmotu) Nurmanbet.
(Ein zweites Dorf namens Perwomaiskoje liegt im Norden des Rajons Yssyk-Ata und gehört zur Gemeinde Ak-Kuduk.)